# Севлиевски височини
Севлиевските височини са ридови възвишения във вътрешната структурна ивица на Средния Предбалкан, области Габрово, Ловеч и Велико Търново, разположени северно от Севлиевското поле.
Височините се издигат северно от Севлиевското поле. На югозапад и запад чрез ниски седловини се свързват съответно с Микренските и Ловчанските височини. На север долината на река Мъгъра (ляв приток на Росица) ги отделя от Деветашкото плато, а на североизток в района на село Горско Калугерово се свързват с платото Плужна. На изток долината на река Негованка (десен приток на Росица) ги отделя от рида Стените.
Дължината на височините от запад на изток е 38 – 40 км, а ширината им – 8 – 10 км. От пролома на река Росица се разделят на две части, като източната се нарича Крушевски рид. Най-високата точка във височините е връх Петриша (626,8 м), разположен в западната им част, западно от село Петко Славейков, а височината на Крушевския рид достига до 582,9 м – връх Гюнето. Южните им склонове обърнати към Севлиевското поле са стръмни, а северните – полегати.
Представляват моноклинала, остатък от северното бедро на разрушената Севлиевска антиклинала. Изградени са от долнокредни варовици и мергелни пластове, наклонени на север. Почвите са сиви горски и тъмносиви горски. Частично са запазени дъбови гори. Южният склон на рида, под скалистите венци е зает от лозови насаждения и вилни зони.
Във вътрешността на рида са разположени селата Градище, Дебелцово, Добромирка, Крушево, Малки Вършец и Младен, по североизточният им склон – Горско Калугерово, а по южния – Кормянско и Петко Славейков.
Покрай цялото южно подножие на рида, на протежение от 33,6 км преминава участък от първокласен път № 4 от Държавната пътна мрежа Ябланица – Велико Търново – Шумен, а източната му част, на протежение от 7,4 км се пресича от участък от третокласен път № 405 Добромирка – Павликени – Свищов.
Западната част на височините се пресичат от още два пътя от Държавната пътна мрежа: от северозапад на югоизток, на протежение от 12 км – участък от третокласен път № 401 Микре – Ловеч – Кормянско, а от юг на север, на протежение от 9,2 км – участък от третокласен път № 403 Севлиево – Сухиндол – Павликени.
В най-тясната част на пролома на река Росица, при изхода ѝ от височините е изградена преградната стена на язовир „Александър Стамболийски“, а опашката му достига до началото на пролома при село Кормянско. В най-западната част на Севлиевските височини, на границата с Ловчанските височини, на река Крапец (ляв приток на Росица) е изграден големият язовир „Крапец“.
Северните склонове на рида, които потъват във водите на язовир „Александър Стамболийски“ предлагат идеални условия за туризъм, отмора и риболов. Там е изградена и почивна база за летуване, отстояща на 5,3 км от село Младен.

## Топографска карта
- Лист от карта K-35-26. Мащаб: 1 : 100 000.
- Лист от карта K-35-27. Мащаб: 1 : 100 000.